# Прапор Уругваю
Прапор Уругваю  — один з офіційних символів Уругваю. Офіційно затверджений 11 липня 1830 року. Співвідношення сторін прапора 2:3.
Прапор багато в чому схожий на прапор Аргентини, оскільки Уругвай входив до складу Аргентини до набуття незалежності у 1828 коли була створена Східна Республіка Уругвай. Перший варіант прапора був представлений у 1828 році з дев'ятьма блакитними і десятьма білими смугами. У 1830 році кількість смуг була зменшена до дев'яти (чотири сині та п'ять білих). Дев'ять смуг символізують дев'ять перших регіонів (департаментів) Уругваю. З 1826 року у крижі розміщено жовте «травневе сонце» (ісп. Sol de Mayo), яке символізує інкського бога сонця та назване так на честь Травневої революції 1810 року у Буенос-Айресі.

## Символіка та дизайн
Горизонтальні смуги на прапорі представляють дев'ять оригінальних департаментів Уругваю, заснованих на прапорі США, де смуги представляють оригінальні 13 колоній. Перший прапор, розроблений у 1828 році, мав 9 світло-блакитних смуг; це число було зменшено до 4 у 1830 році через проблеми з видимістю на відстані. Синьо-білі смуги були натхненні прапором Аргентини, що зробило прапор Уругваю частиною сімейств прапорів як зірок і смуг, так і Бельграно.
Золоте Травневе сонце символізує Травневу революцію 1810 року; сонце травня — символічне сонце, яке символізує Інті, бога сонця і міфологічного засновника імперії інків. Він також з’являється на Прапорі Аргентини та Гербі Болівії.

## Кольорова схема
Конкретні кольорові відтінки прапора офіційно не визначені законом, однак більшість зображень використовують наступне:
|             | Жовтий     | Коричневий  | Синій       | Білий       |
| ----------- | ---------- | ----------- | ----------- | ----------- |
| RGB         | 252-209-22 | 123-63-0    | 0-56-168    | 255-255-255 |
| Hexadecimal | #fcd116    | #7b3f00     | #0038a8     | #FFFFFF     |
| CMYK        | 0-17-91-1  | 0-49-100-52 | 100-67-0-34 | 0-0-0-0     |

## Співофіційні прапори
Національний прапор поділяє свій офіційний статус з двома іншими прапорами, хоча він займає вищу ієрархічну позицію серед них:

Прапор Артігаса
Прапор «Тридцяти Трьох»

## Історичні прапори

Прапор Східної провінції (1825–1828)
Прапор східної держави Уругвай (1828–1830)

Під час:іспанського панування:

Прапор Віцекоролівства Ріо-де-ла-Плата

Незалежність від Іспанії:

Прапор Об'єднаних провінцій Ріо-де-ла-Плати 1813-1816
Прапор Федеральної Ліги між 1815-1817

Прапор Сісплатина, під владою Португалії/Бразилії між 1821 і 1825 роками:

Прапор Сісплатина

Незалежність Уругваю:

Прапор Тридцяти Трьох у 1825

### Історичні прапори
- Прапор Східної провінції
(1825–1828)
- Прапор східної держави Уругвай
(1828–1830)

### Варіації
Під час Великої облоги Монтевідео (1843–1851) Уругвай мав два паралельних уряди з двома різними прапорами:

Прапор, який використовувався урядом Черріто під час Громадянської війни в Уругваї.
Прапор, який використовувався урядом оборони під час Громадянської війни в Уругваї.